# Skalní kost

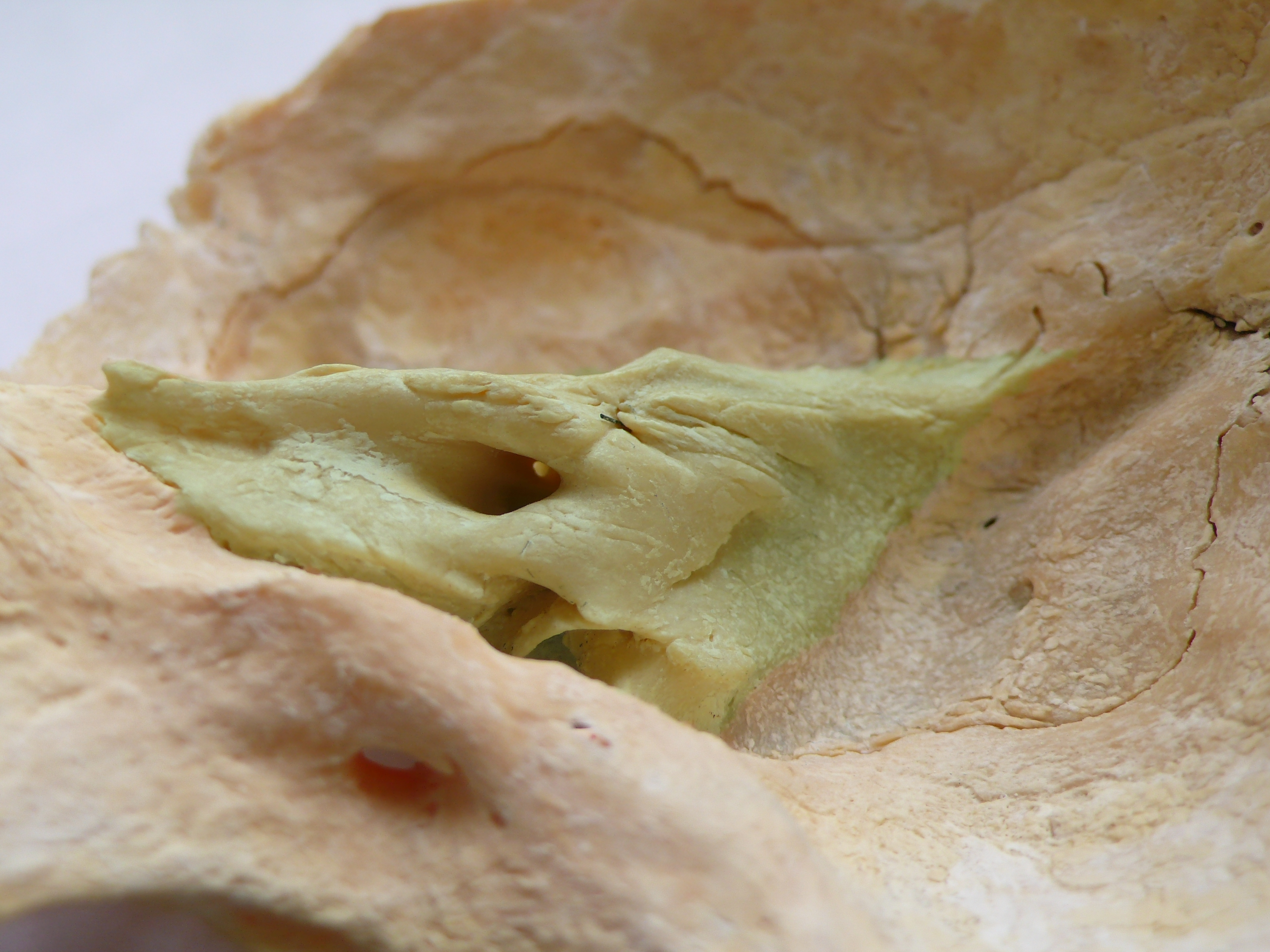
Skalní kost (zeleně) je u člověka součástí kosti spánkové a trvale s ní srůstá

Skalní kost (os petrosum, z řec. petra – skála), též pyramida (pars pyramidalis), je lebeční kost savců, která uvnitř skrývá a chrání střední a vnitřní ucho. Je součástí chondrokrania, vznikla srůstem prootické a opistotické kosti plazů; u mnoha savců skalní kost dále srůstá se šupinovou kostí (os squamosum) ve spánkovou kost. Skalní kost je, v souladu se svým jménem, jednou z nejtvrdších kostí v těle savců: velmi dobře odolává fosilizaci a často je při vykopávkách nacházena zcela samostatně.
Lidská skalní kost je složitá struktura, která je ve styku nejen s kostí spánkovou, ale naléhá též na kost týlní a na kost klínovou (samotná skalní kost je patrná při pohledu na lebeční bázi). V těsném kontaktu s kostí skalní jsou však i různé struktury cévní, nervové a především orgán sluchu. V samotné kosti je nápadný otvor, jímž z lebky vystupuje vnitřní zvukovod.